# Orvlinder
De orvlinder (Tethea or) is een nachtvlinder die behoort tot de eenstaartjes, de Drepanidae. De vlinder heeft een voorvleugellengte van 16 tot 20 millimeter. De soort komt verspreid over Europa, Noord- en Oost-Azië en Japan voor. De soort overwintert als pop tussen het blad waarmee het op de grond valt.

♂
♂ △

Zowel de Nederlandse als de wetenschappelijke naam verwijzen naar de vlekken op de vleugel waarin met wat moeite "OR" te herkennen is. De imago kan verward worden met de peppel-orvlinder (Tethea ocularis), die dergelijke vlekken ook heeft, en de lente-orvlinder.

## Waardplant
De waardplanten van de orvlinder zijn wilg en populier, met name ratelpopulier.

## Voorkomen in Nederland en België
De orvlinder is in Nederland en België een gewone soort, die verspreid over het hele gebied voorkomt. De vliegtijd is van eind april tot en met augustus in twee jaarlijkse generaties.